# Federico Cinà
Federico Cinà (* 30. März 2007 in Palermo) ist ein italienischer Tennisspieler.

## Persönliches
Cinà erhielt den Spitznamen Pallino wegen seiner Herkunft (Palermo) und seines Sportes (Pallino bedeutet „kleiner Ball“). Er wird von seinem Vater Francesco Cinà trainiert, dem ehemaligen Trainer der italienischen Tennisspielerin Roberta Vinci.

## Karriere

### Juniorenlaufbahn
2021 verlor er das Finale des Les Petits As gegen den Tschechen Maxim Mrva. Das Turnier stellt eines der prestigeträchtigsten Turniere der Kategorie U14 dar. Er spielte zwischen 2020 und 2024 auf der ITF Junior Tour. Dort nahm er ab 2023 an sieben Grand-Slam-Turnieren teil, wo sein bestes Resultat im Einzel das Halbfinale der US Open 2023 im Einzel war. Im Doppel stand er 2024 mit Rei Sakamoto im Halbfinale der Australian Open, schaffte bei den French Open mit demselben Partner sogar das Endspiel, in dem sie den topgesetzten Nicolai Budkov Kjær und Joel Schwärzler unterlagen. Bis Ende 2022 hatte er bereits zwei Einzel- und vier Doppeltitel bei niedriger dotierten Turnieren gewonnen, bevor 2023 die Titel bei den J300 Bytom (Einzel und Doppel), der J300 Traralgon (Einzel) und der Banana Bowl (Doppel) hinzu kamen. In der Junioren-Rangliste erreichte er Anfang 2024 mit Platz 4 seine höchste Notierung. Schon 2024 spielte er nur noch vier Turniere der Junioren und fokussierte sich hauptsächlich auf Profiturniere, obwohl er noch bis Ende 2025 als Junior spielberechtigt wäre.

### Ab 2024: Anfang bei den Profis
Bei den Profis spielte Cinà schon 2022 sein erstes Turnier, wo er auch den ersten Punkt für die Tennisweltrangliste gewann. Auf der drittklassigen ITF Future Tour zog er Anfang 2024, in seiner ersten vollständigen Saison auf der Profiebene, in ein Endspiel ein, wodurch er wenig später die Top 1000 durchbrach. Im September gewann er seinen ersten Future-Titel im Einzel – im Doppel war er bereits ein Jahr zuvor das erste Mal erfolgreich gewesen. Erste Matcherfolge verbuchte Cinà auch auf der ATP Challenger Tour: in Matsuyama zog er erstmals in das Viertelfinale ein, wo er mit Li Tu erstmals einen Spieler der Top 200 besiegte. Das Jahr beendete er auf Rang 516.
Das Jahr 2025 begann Cinà mit seinem zweiten Turniersieg der Future Tour. Im März zog er ohne Satzverlust ins Endspiel des Challengers in Chersonisos auf Kreta ein, wo er Dimitar Kusmanow unterlag. Er stieg durch diese Erfolg rund 100 Plätze. Im März 2025 erhielt Cinà eine Wildcard für das Miami Masters, womit er sein Debüt auf der ATP Tour gab. Als Nr. 441 des Rankings besiegte er in der ersten Runde den Weltranglisten-67. und Qualifikanten Francisco Comesaña in zwei Sätzen. Als erster Spieler seines Jahrgangs konnte er einen Sieg auf der Masters-Ebene verbuchen. In der zweiten Runde wurde er von Grigor Dimitrow mit 1:6 und 4:6 geschlagen. Auch für die Masters-Turniere in Madrid und Rom profitierte Cinà von einer Wildcard. Gegen Coleman Wong setzte er sich in Madrid durch, ehe er Sebastian Korda in drei Sätzen unterlag. Durch diese Erfolge stieg er auf ein neues Karrierehoch von Rang 323.